# إيونيس ديمرتزيس
إيونيس ديمرتزيس (باليونانية: Ιωάννης Δεμερτζής)‏ مواليد 20 يوليو 1983 في رؤية شاملة، اليونان، هو لاعب كرة سلة يوناني. بدأ مسيرته الاحترافية في سنة 2005. يلعب في الدوري اليوناني لكرة السلة كلاعب هجوم خلفي. يحمل الرقم 5. يبلغ طوله 6 قدم 5 بوصة (2.0 م). من الفرق التي لعب لها نادي إراكليس سالونيك لكرة السلة.

## روابط خارجية
- إيونيس ديمرتزيس على موقع كرة السلة الأوروبية.كوم (الإنجليزية)
- إيونيس ديمرتزيس على موقع DraftExpress.com (الإنجليزية)
- إيونيس ديمرتزيس على موقع ريلجم (الإنجليزية)